# Templo Conventual de la Soledad (Puebla)
El Templo Conventual de la Soledad es una iglesia de Puebla. Se ubica en la avenida 2 Sur esquina con 13 Oriente en el Centro histórico de Puebla.
Su construcción remonta a los primeros años del siglo XVII, en 1631 fue terminado y consagrado. Más tarde, debido al crecimiento de la población el sacerdote se vio obligado a aumentar la dimensión del templo siendo consagrado nuevamente en el año 1749 con motivo de albergar ahí la imagen de Nuestra Señora de la Soledad que previamente había sido remitida desde España por el Conde de Casa Alegre.

## Arquitectura
Su fachada principal se encuentra en cantera gris y contiene algunos símbolos asociados a la pasión de Cristo, como el Divino Rostro sobre la puerta y el par de Medallones que llevan en el centro la escalera y vinajera.
El templo posee un pequeño atrio en forma de “L” alargada, la puerta procesional actualmente tapiada y la cúpula, que está decorada con azulejos blancos y negros, colores asociados a la Virgen de la Soledad. Cuenta con seis altares neo-clásicos dedicados a San Antonio de Padua, San Juan Nepomuceno, San Luis Gonzaga, el Sagrado Corazón de Jesús, Nuestra Señora de Guadalupe y Jesús Nazareno. En cada uno de estos altares se encuentran esculturas de los apóstoles, que fueron traídas desde París. 

## Interior
El altar mayor fue modificado al estilo neo-clásico por el artista poblano José Manzo y Jaramillo alrededor de 1845, conservándose el boceto de esta reforma en el Museo Regional “Casa del Alfeñique”. El altar presenta al centro un nicho que resguarda la famosa imagen de Nuestra Señora de la Soledad, acompañada a los lados por esculturas de San Juan y Santa María Magdalena. Sobre su nicho se encuentran tres cruces, formando el calvario y resguardado por los ángeles.
El templo presenta algunos espacios adecuados para la vida conventual, por ejemplo, las tribunas con triple celosía para el uso de las monjas durante las celebraciones.